# Felix Stadler (Politiker)

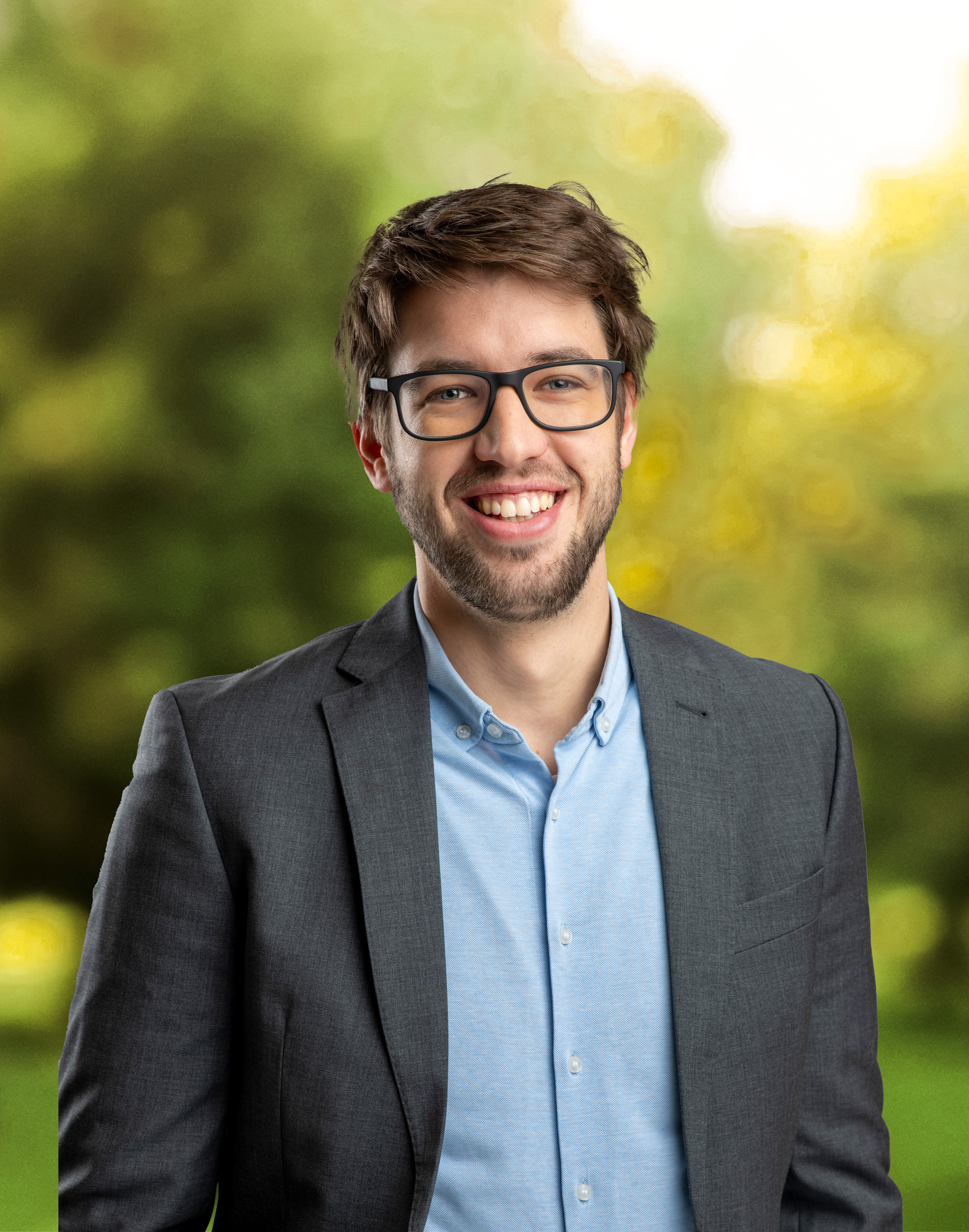
Felix Stadler (2024)

Felix Stadler (* 6. April 1995 in Wien) ist ein österreichischer Politiker (Die Grünen). Er ist seit 2015 im Bezirksrat von Wien-Landstraße und seit 2020 Mitglied im Wiener Gemeinderat und Landtag.

## Werdegang
Felix Stadler wuchs in Wien-Landstraße auf und besuchte von 2005 bis 2013 das Gymnasium Kundmanngasse. Ab Oktober 2013 studierte er an der Wirtschaftsuniversität Wien Volkswirtschaft und schloss das Bachelorstudium mit einer Arbeit zum Thema „The impact of the current refugee situation on the needs-based minimum benefit system in Vienna“ ab. Im Herbst 2015 absolvierte er ein Auslandssemester an der University of Edinburgh. Im Rahmen der Bildungsinitiative Teach For Austria unterrichtete Stadler von September 2016 bis August 2020 an der Neuen Mittelschule Schwechat-Frauenfeld.

## Politische Laufbahn
Felix Stadler ist seit 2013 bei den Grünen aktiv und seit 2015 Mitglied der Bezirksvertretung des 3. Wiener Gemeindebezirks Landstraße. Seit seiner Kandidatur bei den Landtags- und Gemeinderatswahl in Wien 2020 ist er Mitglied des Gemeinderates.
Für die Nationalratswahl 2024 wurde er auf Platz neun der Bundesliste der Grünen gewählt.